# Biscutella dufourii
Biscutella dufourii là một loài thực vật có hoa trong họ Cải. Loài này được G.Mateo & M.B.Crespo mô tả khoa học đầu tiên năm 1993.